# Leo Rautins
Leo Rytis Rautins (Toronto, 20 marzo 1960) è un ex cestista e allenatore di pallacanestro canadese di origine  lettone e lituana.
È il padre di Andy Rautins e il fratello di George Rautins.

## Carriera
Con il Canada ha disputato due edizioni dei Campionati mondiali (1978, 1982) e tre dei Campionati americani (1980, 1989, 1992).

## Palmarès

### Giocatore
- Coppa Korać: 1

Virtus Roma: 1985-86